# Mordellistena montana
Mordellistena montana là một loài bọ cánh cứng trong họ Mordellidae. Loài này được Kolbe miêu tả khoa học năm 1898.

## Hình ảnh

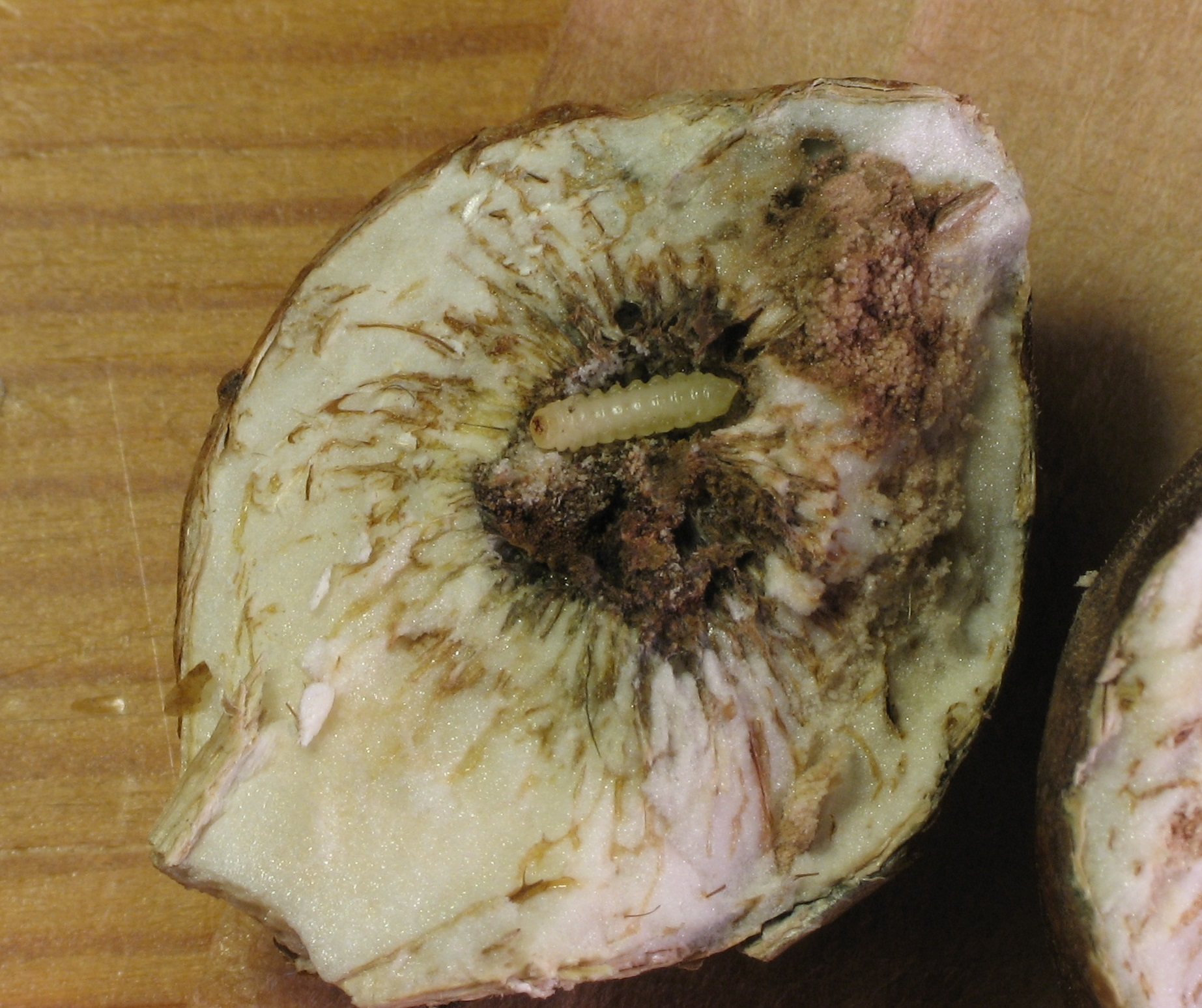